# Sondre Holst Enger
Sondre Holst Enger, né le 17 décembre 1993 à Horten, est un coureur cycliste norvégien, professionnel entre 2014 et 2020. Il a notamment remporté une étape du Tour de Croatie en 2016.

## Biographie

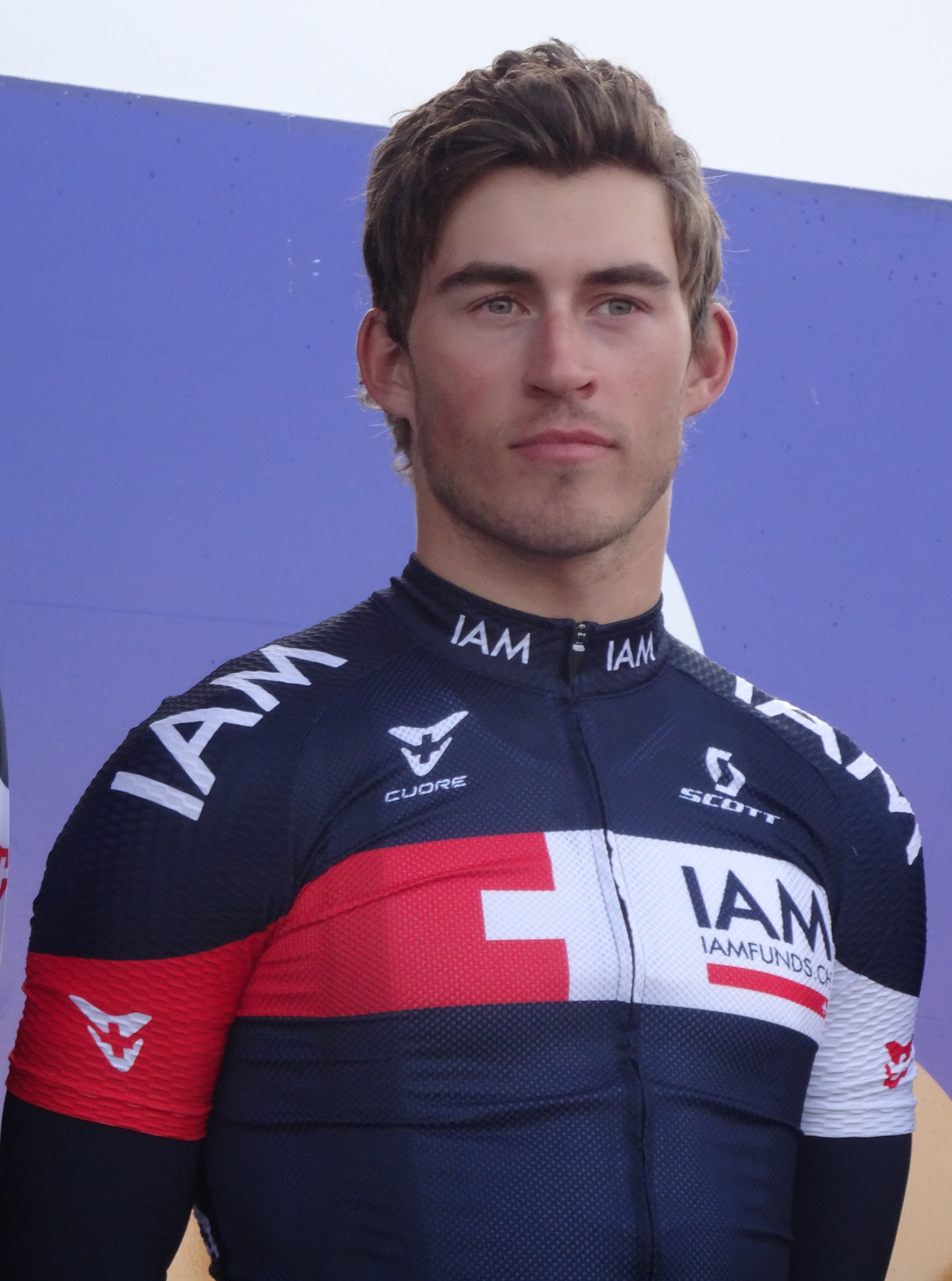
Sondre Holst Enger lors du Grand Prix d'Isbergues 2014.

Il se révèle en mai 2013 en terminant troisième du Ringerike Grand Prix et du Tour de Norvège, où il remporte le classement de meilleur jeune. En juin, il remporte grâce aux bonifications la Coupe des nations Ville Saguenay, l'une des épreuves de la Coupe des Nations U23. Placé dans les quatre premiers des trois étapes, il remporte également le classement par points.
Le 23 juillet 2014, Michel Thétaz, le fondateur de l'équipe IAM, annonce que Sondre Holst Enger rejoindra les rangs de son équipe à partir du 1er août.

### Saison 2015
Deux ans après sa création, l'équipe IAM Cycling accède au rang World Tour. De ce niveau, il ne disputera que deux courses, au mois d'août, la Vattenfall Cyclassics puis le GP de Plouay. Il connait d'ailleurs un bel été avec une 7e place d'étape le 21 juin sur le Ster ZLM Toer, une victoire d'étape en juillet sur le Tour d'Autriche, 9e d'étape sur l'Artic race of Norway puis avec 3 tops 10 sur le Tour de Grande-Bretagne (4e, 3e et 6e). Il se distingue une dernière fois en octobre sur l'Eurométropole Tour, 6e d'étape avant de voir la victoire lui échapper au profit de Jonas Ahlstrand le lendemain.

### Saison 2016
Pour sa troisième année avec les Suisses, Enger commence sa saison sur les routes françaises, au GP La Marseillaise (104e) puis sur l'Étoile de Bessèges. C'est également dans l'hexagone qu'il décroche sa première place, 3e de la première étape du Circuit de la Sarthe le 5 avril. Vingt jours plus tard, il lève les bras sur la dernière étape du Tour de Croatie, la célébration de son succès sur le podium devenant virale. Dans la continuité, on le retrouve en forme sur le Tour de Picardie (3e, 5e et 2e d'étape), le général lui échappant au profit de Nacer Bouhanni, puis sur le Tour de Norvège avec trois 2es et une 3e places à son actif, il y emporte tout de même le classement par points. Ses résultats lui permettent d'être sélectionné sur le Critérium du Dauphiné et le Tour de France. Sur la Grande Boucle, il réalise 4 tops 10 dont une 3e place lors de la seizième étape, Peter Sagan et Alexander Kristoff le précédant. Un mois plus tard, il se classe 8e de l'EuroEyes Cyclassics. Retenu pour participer aux championnats du monde à Doha, il y abandonne.

### Saison 2017
Au mois d'août 2016, il signe un contrat avec la formation AG2R La Mondiale. Vincent Lavenu évoque alors l'arrivée d'une pépite au talent incroyable, possédant une grosse marge de progression. Il débute sous ses nouvelles couleurs sur le Tour d'Oman mais abandonne dès la deuxième étape, malade. La situation ne s'améliore guère sur le Tour d'Abu Dhabi, abandonnant sur la troisième étape. Courant après la forme, il tarde à retrouver les sensations qui étaient les siennes en 2016, ne se distinguant que par une 12e place d'étape sur le Circuit de la Sarthe et une 5e sur les Boucles de la Mayenne. Il décroche deux autres accessits sur des épreuves World Tour, 15e d'étape sur le Tour de Suisse et 16e d'étape sur le Tour de Pologne. Sa saison au sein de l'équipe française se termine comme elle avait commencé, par des abandons sur le Tour du Limousin et sur la EuroEyes Cyclassics. 

### Saison 2018
À la suite de cette saison décevante sous le maillot d'AG2R, le Norvégien rallie l'équipe continentale professionnelle Israel Cycling Academy où le directeur sportif Kjell Carlström compte bien le remettre en selle et lui offrir les meilleures conditions pour les arrivées au sprint. Cela se concrétise dès sa première course, Enger étant seulement devancé par John Degenkolb sur la première manche du Challenge de Majorque. Fin avril, il prend une 5e place d'étape sur le Tour de Croatie, annonciatrice d'une forme ascendante. En effet, en mai, Matteo Malucelli le prive d'une victoire d'étape sur le Tour d'Aragon. Il enchaîne par le Tour de Norvège où il termine 2e des deux premières étapes, remportées par Edwald Boasson Hagen puis Dylan Groenewegen, 3e puis 5e des suivantes, lui permettant tout de même d'enlever le classement par points. Toujours sur ses terres, seul Mathieu van der Poel  le précède sur la dernière étape de l'Arctic Race of Norway. Trois jours plus tard, il monte sur le podium de la Veenendaal-Veenendaal Classic (3e).

### Saisons 2019 et 2020
En 2019, il obtient ses premières places d’honneur de la saison sur le Tour de la Communauté valencienne, y réalisant deux tops 10, 8e et 7e d'étape. Sur la deuxième partie de l’année, son calendrier n'est pas de premier ordre, ne prenant part qu'aux Jeux européens (116e), à son championnat national (50e), l'Arctic Race of Norway, où son coéquipier Krists Neilands termine 3e du général, puis à deux courses d'un jour italiennes. Le 30 septembre, l'équipe danoise Riwal Readynez annonce son arrivée pour la saison 2020.
Le 21 décembre 2020, au terme d'une saison tronquée par la pandémie de Covid-19 et sans résultats personnels, il fait part de sa décision de se retirer du peloton.

## Palmarès et résultats

### Palmarès par année
- 2010
  - 2e du championnat de Norvège du contre-la-montre par équipes juniors
- 2011
  -  Champion de Norvège du contre-la-montre par équipes juniors
  - 3e du championnat de Norvège du contre-la-montre juniors
  - 8e du championnat d'Europe sur route juniors
  - 10e du championnat du monde du contre-la-montre juniors
- 2013
  -  Champion de Norvège sur route espoirs
  - Classement général de la Coupe des nations Ville Saguenay
  - 3e du Ringerike Grand Prix
  - 3e du Tour de Norvège
  -  Médaillé de bronze du championnat du monde sur route espoirs
- 2014
  -  Champion de Norvège sur route espoirs
  - 5e du championnat du monde sur route espoirs
  - 8e du championnat d'Europe sur route espoirs
- 2015
  - 2e étape du Tour d'Autriche[n 1]
- 2016
  - 6e étape du Tour de Croatie
  - 2e du Tour de Picardie
  - 3e du Tour de Norvège
  - 8e de l'EuroEyes Cyclassics
- 2018
  - 2e du Trofeo Porreres-Felanitx-Ses Salines-Campos
  - 3e de la Veenendaal-Veenendaal Classic

### Résultats sur les grands tours

#### Tour de France
1 participation
- 2016 : 141e

### Classements mondiaux
| Année                                 | 2012 | 2013 | 2014 | 2015 | 2016 | 2017  | 2018 |
| ------------------------------------- | ---- | ---- | ---- | ---- | ---- | ----- | ---- |
| UCI World Tour                        |      |      |      | nc   | 132e | nc    | nc   |
| Classement mondial                    |      |      |      |      | 151e | 2697e | 985e |
| UCI Europe Tour                       | 932e | 73e  | 129e |      | 97e  | 1648e | 605e |
| UCI Asia Tour                         | nc   | nc   | nc   |      | nc   | nc    | 777e |
| UCI America Tour                      | nc   | 39e  | nc   |      | nc   | nc    | nc   |
|                                       |      |      |      |      |      |       |      |
| Légende : nc = non classéSource : UCI |      |      |      |      |      |       |      |